# Zaklęte rewiry (film)
Zaklęte rewiry (czes. Dvojí svět hotelu Pacifik) – film psychologiczny z 1975 roku w reżyserii Janusza Majewskiego, powstały w koprodukcji polsko-czechosłowackiej na podstawie powieści o tym samym tytule autorstwa Tadeusza Kurtyki vel Henryka Worcella. Akcja rozgrywa się na początku lat 30. XX wieku w restauracji hotelu „Pacyfik”, gdzie kilkunastoletni Roman Boryczko (Marek Kondrat), rozpoczyna pracę jako pomywacz i stopniowo pnie się po szczeblach kariery hotelarskiej. Film ukazuje jego dojrzewanie w środowisku pełnym zależności i klasowych podziałów, gdzie bohater doświadcza wielu upokorzeń i trudności.
Film okazał się sukcesem frekwencyjnym i zebrał pozytywne recenzje. Krytycy chwalili aktorstwo, zwłaszcza kreacje Romana Wilhelmiego i Marka Kondrata, a także scenariusz oraz realizacyjne walory produkcji. Podkreślano uniwersalność tematu, ukazującego mechanizmy społeczne i psychologiczne w zamkniętym środowisku hotelowej restauracji. Na Międzynarodowym Festiwalu Filmowym w Panamie Zaklęte rewiry zdobyły trzy nagrody (za reżyserię Majewskiego, scenariusz Pavla Hajnego i główną rolę Kondrata), natomiast na Festiwalu Polskich Filmów Fabularnych nagrodzono udźwiękowienie autorstwa Stanisława Piotrowskiego i grę aktorską Wilhelmiego.

## Fabuła
Akcja filmu rozgrywa się na początku lat 30. XX wieku. Kilkunastoletni Roman Boryczko otrzymuje pracę pomywacza w restauracji wielkiego hotelu „Pacyfik”. Zamieszkuje w klitce z chłopakiem z bufetu, Frycem. Ten, dowiedziawszy się o możliwości rychłego awansu, załatwia Romkowi miejsce w bufecie, na co zgodę wyraża właściciel hotelu Pancer. Romek i Fryc przygotowują się do egzaminu kelnerskiego. Romek jest zauroczony jedną z pracujących w restauracji dziewcząt, Zośką, lecz Pancer zwalnia ją pod pretekstem kradzieży na miejscu pracy. Sam Romek natomiast doświadcza prześladowań ze strony złośliwego kelnera Fornalskiego. Również kierownik restauracji, Albin, bratanek Pancera, często poniża Romka. Pewnego dnia daje mu szansę awansu na pikolaka (chłopca usługującego w restauracji), ale kosztem Fryca, któremu Romek zawdzięcza miejsce w bufecie. Romek, skuszony ofertą, przyjmuje propozycję.
Jako pikolak Romek podlega Fornalskiemu i naraża się na przykrości z jego strony. Chłopak próbuje zemścić się na przełożonym – wykorzystując sposób wskazany przez jednego z kolegów, Henka, wybija w kasie „ślepy” kwit na 50 złotych, w wyniku czego Fornalski musi uiścić zwrot straty. Za sprawcę Fornalski uznaje Henka, lecz Romek w porę przyznaje się do popełnionego czynu, a kara spotyka obu chłopaków. Pewnego dnia Romek ma okazję wykazać się, obsługując wypielęgnowanego barona Humaniewskiego. Tego samego dnia jednak kelner Synajski, poślizgnąwszy się na upuszczonej przez Fornalskiego cytrynie, łamie kręgosłup i umiera. Romek dowiaduje się, że Fornalski zabronił Frycowi podniesienia cytryny. Wypomniawszy to Fornalskiemu, Romek zostaje przezeń ciężko pobity. Fornalski, ochłonąwszy po swoim wybuchu gniewu, proponuje Romkowi odszkodowanie, gdyż boi się wniesienia skargi do Związku Kelnerów. Romek nie przyjmuje pieniędzy, lecz proponuje Fornalskiemu ugodę.
Podczas balu sylwestrowego w restauracji Romek przypadkiem rozlewa wino na garnitur wysoko postawionego gościa. Później tej samej nocy zapomina o realizacji zamówienia dla Pancera, za co ten każe go wyrzucić z pracy. Jednak za wstawiennictwem Albina dyrektor daje Romkowi ostatnią szansę, zachowując go na próbny miesiąc. W międzyczasie Romek nawiązuje romans z bufetową Helą. Gdy nadchodzi dzień egzaminu kelnerskiego, Romek zdaje go bezproblemowo, tymczasem Fryc go oblewa. Targnąwszy się na własne życie w hotelowej toalecie, Fryc zostaje uratowany przez kolegów, lecz czeka go zwolnienie z pracy.
Roman zostaje kelnerem i sam kieruje pikolakami. Pewnego dnia ponownie w sali zjawia się baron Humaniewski. Obsługując innych gości, Romek w obliczu zniecierpliwienia barona przywołuje niezdarnego pikolaka Rudka, który miał obsłużyć gościa kawą, po czym policzkuje podwładnego. Tymczasem Pancer, dowiedziawszy się o romansie Romana z Helą, zwalnia ją z pracy. Hela wraca do domu, a odprowadzający ją Romek spotyka na stacji Fryca, który topi smutki w alkoholu. Roman staje przed perspektywą awansu: Fornalski ma zastąpić Albina na stanowisku kierownika restauracji, toteż zwalnia się potencjalnie miejsce dla Boryczki. Ten zaprzepaszcza jednak szansę; poniżony przez zapijaczonego klienta, który próbuje włożyć mu cukierek do ust, obraża go. Tymczasem Pancer dowiaduje się, że któryś z jego pracowników inkasował pieniądze poza ewidencją kasową. Roman domyśla się, że w proceder zaangażowany był Fornalski, nie mówi jednak o tym Pancerowi. Wówczas Henek wyjaśnia Romkowi, że to Fornalski złożył właścicielowi donos o jego romansie z Helą. Roman decyduje się rzucić pracę. Wychodząc, spotyka Fornalskiego, który obawiał się zadenuncjowania. Boryczko jednak go uspokaja, że niczego nie powiedział Pancerowi o procederze Fornalskiego.

## Obsada
Źródło: Filmpolski.pl

- Marek Kondrat – Roman Boryczko
- Roman Wilhelmi – Robert Fornalski
- Čestmír Řanda – dyrektor Pancer (głos w wersji polskiej – Mariusz Dmochowski)
- Michał Pawlicki – kierownik restauracji Albin, bratanek Pancera
- Roman Skamene – bufetowy Fryc (głos w wersji pol. – Marian Opania)
- Martin Hron(inne języki) – pikolak Henek (głos w wersji pol. – Andrzej Seweryn)
- Stanisława Celińska – bufetowa Hela
- Joanna Kasperska – podkuchenna (pomoc kuchenna) Paulina
- Jaroslava Schallerová(inne języki) – podkuchenna Zośka (głos w wersji pol. – Jolanta Zykun)
- Tadeusz Drozda – kelner Staszek
- Zdzisław Maklakiewicz – kelner Grela
- Czesław Wołłejko – baron Humaniewski
- Stanisław Zaczyk – rotmistrz Zarębski
- Włodzimierz Boruński – redaktor Nowakowski
- Juliusz Lubicz-Lisowski – gość w restauracji
- Václav Lohniský – kelner Synajski (głos w wersji pol. – Andrzej Szenajch)
- Karel Augusta(inne języki) – kelner Palmiak
- Oldřich Velen(inne języki) – kucharz Balcer
- Bronislav Poloczek – kelner
- Míla Myslíková – kucharka
- Ewa Ciepiela – prostytutka

## Produkcja

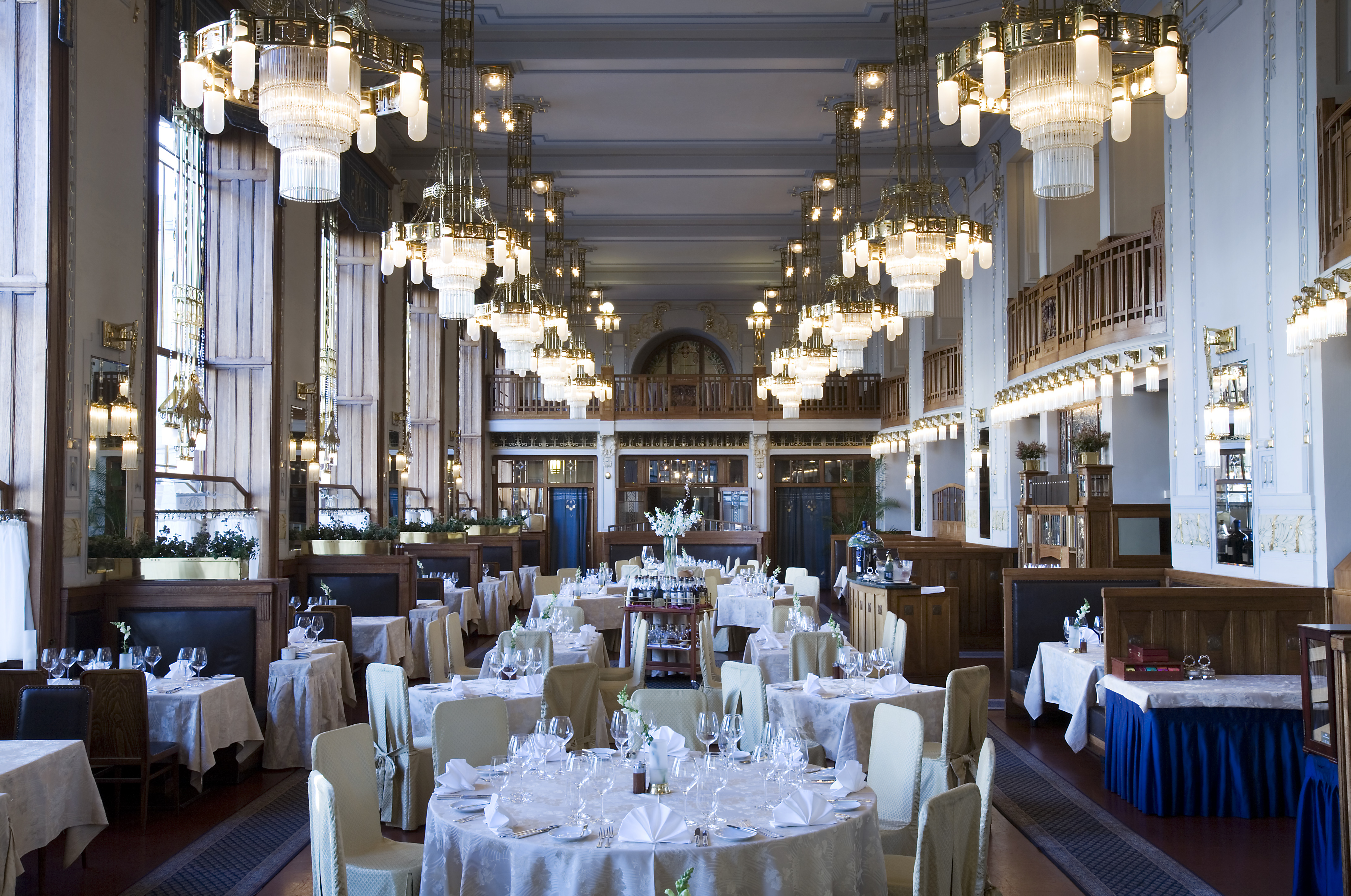
Restauracja, w której powstały zdjęcia do filmu

Pierwowzorem Zaklętych rewirów była powieść środowiskowa Henryka Worcella: do pewnego stopnia autobiograficzna, a jednocześnie wierna rekonstrukcja realiów pracy osób zatrudnionych w branży hotelowej okresu międzywojnia. Powieść Worcella różniła się w wielu szczegółach od filmu Janusza Majewskiego: w książce Boryczko próbuje złożyć donos na Fornalskiego przy innej okazji niż opisana w filmie, a z pracy nie zwalnia się sam, lecz zostaje zwolniony na rzecz żydowskiego kelnera Maksa. Tymczasem Majewski podporządkował narrację pierwowzoru klamrze narracyjnej, nadając Boryczce większą dojrzałość. Jak zauważa Dominik Wierski w analizie adaptacji, Boryczko jest „cały czas odpowiedzialny za swoje czyny i zachowuje godność, a ostatecznie ujawnia to, rezygnując z pogrążenia swojego wroga i porzucając posadę”. Romek zatem w kreacji Marka Kondrata wychodzi zwycięsko z bolesnej próby, która chwieje jego moralnością, inaczej niż w powieści.
Zaklęte rewiry powstały w wyniku koprodukcji polsko-czechosłowackiej między Zespołem Filmowym „Tor” a Dramaturgicką Skupiną dr. V. Kaliny; w pracy scenariuszowej reżyser współpracował z czeskim pisarzem Pavlem Hajnym. Celem Majewskiego było odtworzenie klimatu lat 30. XX wieku, toteż znaczną część scen nakręcono w restauracji Miejskiego Domu Reprezentacyjnego w Pradze, gdyż prototypowy Grand Hotel w Krakowie nie spełniał w stanie peerelowskim wymagań koniecznych do bycia częścią scenografii. Tę ostatnią, w wystawnym stylu, zaprojektowali Tadeusz Wybult i Milan Nejedly. Muzykę stylizowaną na utwory z lat 30. XX wieku do Zaklętych rewirów skomponował Jerzy Matuszkiewicz, a za zdjęcia odpowiadał czeski operator Miroslav Ondříček. Film zmontowała Elżbieta Kurkowska.
Po latach Majewski wspominał: „Lubię ten film, bo ma rozmaite odcienie. Jest w nim sporo humoru, a jednocześnie problem wyboru drogi i opowieść o odrzuceniu rzeczywistości, w której panują korupcja i obłuda”.

## Odbiór

### Frekwencja i odbiór w chwili premiery
Zaklęte rewiry były sukcesem frekwencyjnym; do końca czerwca 1977 roku film obejrzało 802 tysiące widzów. Recenzje dzieła Majewskiego i Hajnego były na ogół pozytywne. Krzysztof Teodor Toeplitz chwalił przede wszystkim pełną tragizmu grę Romana Wilhelmiego, za którą – zdaniem krytyka – aktor mógłby dostać Oscara. Konrad Eberhardt kładł tymczasem dużo większy nacisk na postać dojrzale ucieleśnianą przez Marka Kondrata:
Roman Boryczko jest wcieleniem pewnego, rzadko osiąganego dotąd, a postulowanego żarliwie ideału: jest bohaterem opatrzonym dodatnim znakiem jakości moralnej. Jednocześnie stanowi zaprzeczenie bohatera ilustrującego jakieś dydaktyczne przesłanie, jakąś z góry założoną tezę. Jego „pozytywność” wykształca się w okolicznościach najdalszych od szablonu, a sam proces jego dojrzewania wewnętrznego zrywa kompletnie z utrwalonymi przez tradycje „tematu społecznego” regułami jaskrawych przeciwieństw, wyrazistych sprzeczności, spektakularnych starć.
Krzysztof Mętrak w recenzji dla „Filmu” chwalił wzorcowy scenariusz napisany przez Hajnego, a także „realizacyjne subtelności, niekłamane wyczucie nastroju, pietyzm w odtworzeniu materialnego wyglądu lokalu »z dawnej epoki«”. Worcell, jako autor pierwowzoru literackiego, również pozytywnie wypowiadał się o filmowych Zaklętych rewirach, gdyż miały one wpływ na postrzeganie pisarza przez osoby o podobnych co on doświadczeniach z pracy kelnerskiej:
Zauważyłem, że kelnerzy po obejrzeniu filmu inaczej się teraz do mnie odnoszą niż po przeczytaniu książki. I nie tylko dlatego, że zobaczyli, ile wycierpiałem od Fornalskiego i od starego Pancera.

### Ocena po latach
Zaklęte rewiry, pomimo upływu lat, cieszyły się popularnością wśród widzów, często o podobnych doświadczeniach z pracy w gastronomii. Współczesny odbiór krytyków – w kraju i za granicą – również jest pozytywny. Jan F. Lewandowski twierdził, iż „mimo epizodycznej fabuły film przekonuje zwartością, co jest także zasługą czeskiego scenarzysty Pavla Hajnego”. Zdaniem Joanny Wojnickiej Zaklęte rewiry są „być może najlepszym jego [Majewskiego] filmem”, łączącym w sobie „czytelniczą wrażliwość i reżyserski kunszt”. Jerry Oster w „Film Comment” napisał, iż Zaklęte rewiry to film „przepysznie wykonany i dobrze zagrany, lecz jak wszystkie filmy traktujące o symbolicznych mikrokosmosach, potrzebuje nieco przewietrzenia”. David Shipman wyraził opinię, iż „nie zna lepszego filmu o życiu hotelowym niż ten”. 

### Motyw seksualności
Krzysztof Tomasik zauważył, że drugoplanowa postać Humaniewskiego była pierwszym w polskim kinie homoseksualistą, którego rola wykraczała poza epizod. „Dzięki Wołłejce postać barona [Humaniewskiego] zyskała wymiar niemal tragiczny w swej próbie pozyskania przychylności Romana Boryczki”. Dominik Wierski również dostrzegał w postaci Humaniewskiego osobę naznaczoną tragizmem, która „nie służy wzbogaceniu fabuły o komiczny akcent, a raczej potęguje atmosferę trudnej do zniesienia erotycznej presji, wywieranej zewsząd na głównego bohatera”. Subtelna presja Humaniewskiego skłania struchlałego Romka do przekornego udowodnienia własnej męskości i heteroseksualności, prowadzącego do romansu z Helą.

## Nagrody
| Rok  | Festiwal                                          | Nagroda                      | Odbiorca             |
| ---- | ------------------------------------------------- | ---------------------------- | -------------------- |
| 1975 | 2. Festiwal Polskich Filmów Fabularnych w Gdańsku | Nagroda za dźwięk            | Stanisław Piotrowski |
| 1975 | 2. Festiwal Polskich Filmów Fabularnych w Gdańsku | Nagroda za główną rolę męską | Roman Wilhelmi       |
| 1976 | Lubuskie Lato Filmowe w Łagowie                   | Syrenka Warszawska           | Janusz Majewski      |
| 1976 | Złota Kamera                                      | Debiut aktorski za rok 1975  | Marek Kondrat        |
| 1977 | Międzynarodowy Festiwal Filmowy w Panamie         | Nagroda za reżyserię         | Janusz Majewski      |
| 1977 | Międzynarodowy Festiwal Filmowy w Panamie         | Nagroda za scenariusz        | Pavel Hajný          |
| 1977 | Międzynarodowy Festiwal Filmowy w Panamie         | Nagroda aktorska             | Marek Kondrat        |